# 聖貝尼托阿瓦德
聖貝尼托阿瓦德是哥倫比亞的城鎮，位於該國北部，由蘇克雷省負責管轄，距離首府辛塞萊霍51公里，始建於1669年，面積1,592平方公里，海拔高度20米，2005年人口22,579。

## 外部連結
- （西班牙文） Gobernacion de Sucre - San Benito Abad
- （西班牙文） San Benito Abad official website[永久]

8°56′N 75°02′W / 8.933°N 75.033°W